# Wilhelm Christian Goßler
Wilhelm Christian Goßler, auch Gossler, (* 9. Mai 1756 in Magdeburg; † 1. Dezember 1835 in Köln) war ein preußischer Kriegs- und Domänenrat, westphälischer Präfekt und späterer Geheimer Regierungs- und Justizrat in Köln.

## Leben

### Herkunft und Familie
Wilhelm Goßler war Sohn des preußischer Kriegs- und Domänenrat Christoph Goßler (1723–1791) und stammt aus der Familie Goßler. Sein Bruder war der Wirkliche Geheime Oberjustizrat Conrad Christian Goßler, dessen Sohn Karl Gustav 1869 preußischer Staatskanzler wurde. Seine anderen Brüder waren der preußische Geheime Justizrat, Oberrevisions- und Kammergerichtsrat Christoph Goßler (1752–1817) und der preußische Tribunalrat August Wilhelm Goßler (1757–1825).
Er war Vater u. a. von Friedrich Franz Theodor Goßler, Assessor am Kammergericht Berlin und Hamm, später Franziskaner und Autor von theologischen Schriften, sowie des preußischen Oberlandesgerichtsrat Hermann Joseph Goßler. In erster Ehe war er mit Friderike geb. Stisser verheiratet, nach deren Tod vermählte er sich mit Maria Eunike geb. Sandler.

### Werdegang
Seine Ausbildung erhielt Wilhelm Goßler zusammen mit seinen Brüdern bis zum 13. Lebensjahr durch Privatunterricht im Elternhaus. Danach ging er für vier Jahre auf die Klosterschule Unser Lieben Frauen in Magdeburg. Im Jahr 1773 schrieb er sich an der Universität Halle ein und studierte u. a. bei Daniel Nettelbladt Jurisprudenz sowie Kameralistik und Chemie. Nach drei Jahren wechselte er als Referendar an die Kriegs- und Domänenkammer und wurde 1780 zum großen Examen zugelassen.
Nach erfolgreichem Abschluss war er Assessor und ab 1787 Kriegs- und Domänenrat in der neu ernannten Hauptstadt Magdeburg. Als überzähliger Rat gab ihn die Kammer im Februar 1789 zum Steuerrat Johann Michael Hintz (1733–1805) ab, auf dessen Nachfolge er gute Aussichten hatte.
Er war bereits in seiner Zeit bei der Kriegs- und Domänenkammer immer wieder gezwungen, Gehaltsforderungen zu stellen, und nach seiner Versetzung 1789 klagte er, dass er nie richtig für seinen Dienst entlohnt worden wäre. Ende der 1790er Jahre wurde er zum Ordentlichen Rat der Magdeburger Kammer ernannt.
Mit der französischen Besetzung Magdeburgs im Zuge des Preußisch-Französischen Kriegs von 1806/1807 und der einhergehenden Auflösung der Kammer verlor Wilhelm Goßler seine Ratsstelle. Im neugegründeten Königreich Westphalen erhielt er vom Staatsrat Michel Louis Étienne Regnaud de Saint-Jean d’Angély das Angebot, den Präfektenposten im neu entstandenen Departement des Harzes zu besetzen. Das Angebot nahm er zwar an, ging dann jedoch 1808 auf den freien Posten des Präfekten des Saaledepartements nach Halberstadt. Dort blieb er bis zur Auflösung des Königreichs 1813. 1814 wurde er zum preußischen Geheimen Regierungsrat ernannt.
Nach den Kriegen gegen Frankreich von 1813 und 1815 ging Wilhelm Goßler als Geheimer Regierungsrat nach Köln und erhielt dort nach 1816 den Titel Geheimer Justizrat. Er war in dieser Funktion u. a. verantwortlich für die Beförderung Eberhard von Grootes in die Kölner Bezirksregierung.
1822 war er, gemeinsam u. a. mit Werner von Haxthausen, Gründungsmitglied der Namenlosen Gesellschaft in Köln, einem Beamten und Juristenverein, der sich hauptsächlich für künstlerischen und philosophischen Austausch traf.
Goßler starb 1835 im Alter von 79 Jahren in Köln.